# Mariapfarr
Mariapfarr è un comune austriaco di 2 380 abitanti nel distretto di Tamsweg, nel Salisburghese.